# Carl Esser (Verleger)

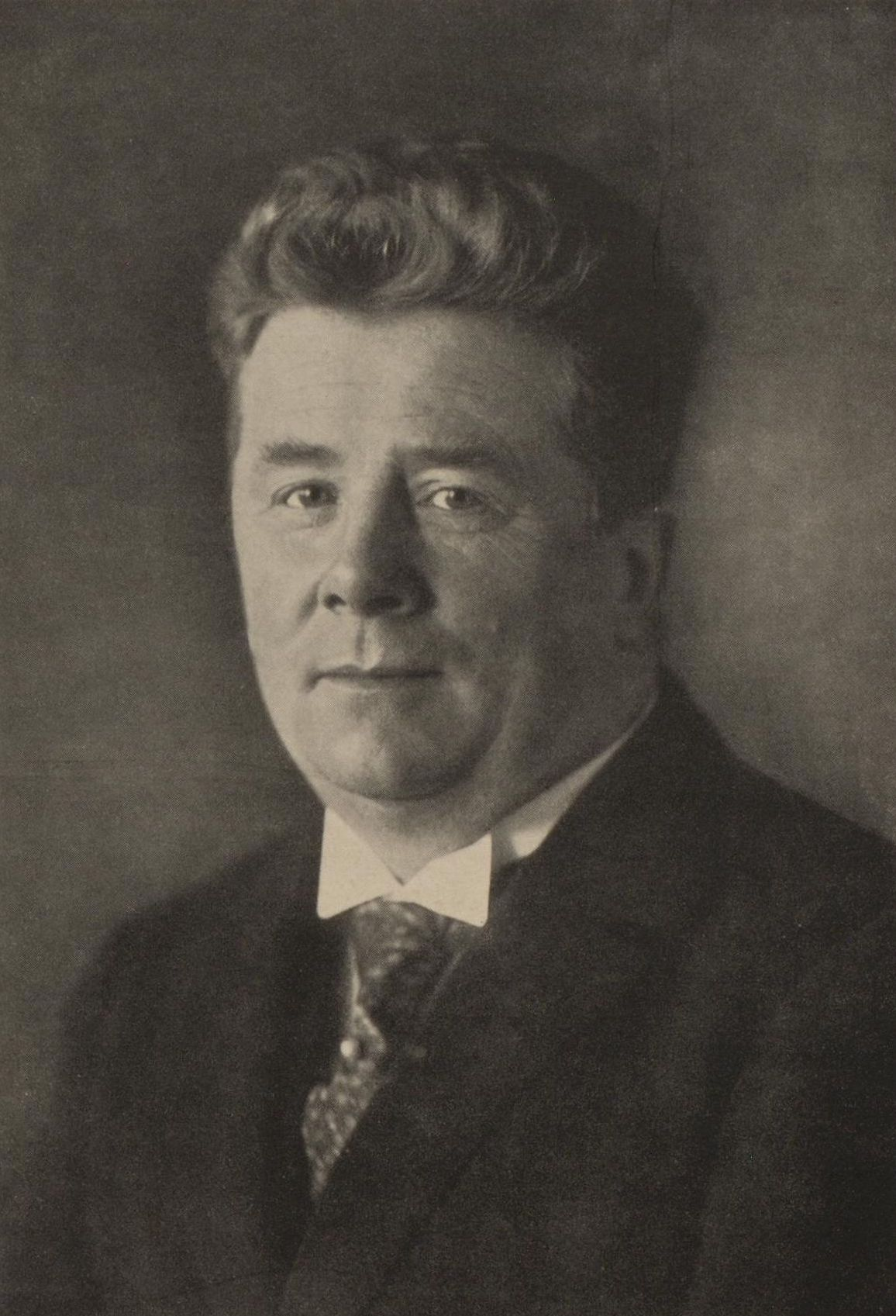
Carl Esser, um 1928

Direktor Esser mit seinen Prokuristen (1913)

Setzmaschinen 1913

Carl Esser (geboren 4. September 1874 in Düsseldorf; gestorben 8. November 1939 in Stuttgart) war ein deutscher Zeitungsverleger. 

## Leben
Carl Esser war ein Sohn des Buchhändlers Adolf Esser und der Berta Küpper. Esser war verheiratet mit Betty Jung, sie hatten zwei Kinder. Er besuchte ein humanistisches Gymnasium und absolvierte eine Ausbildung zum Buchdrucker und eine kaufmännische Ausbildung in einem Zeitungsverlag.
Er wurde 1909 Direktor der Württemberger Zeitung, die 1910 mit dem Stuttgarter Neuen Tagblatt fusionierte. Er wurde Generaldirektor und geschäftsführender Gesellschafter des Tagblatts und leitete auch den angeschlossenen Buchverlag mit Druckerei. Das Unternehmen zählte im Jahr 1913 etwa 600 Beschäftigte, davon 200 Festangestellte und 400 Zeitungszusteller und Zeitungsverkäufer. Esser beauftragte 1924 den Architekten Ernst Otto Oßwald mit dem Bau eines Zeitungshauses in der Innenstadt Stuttgarts, der Tagblatt-Turm wurde 1927 bezogen. Nach der Machtübergabe an die Nationalsozialisten 1933 wurde Esser aus politischen Gründen entlassen. Die Zeitung geriet 1935 in den Besitz der NSDAP.

## Schriften
- Mit Paul Wittko: Die neuen Stuttgarter Hoftheater. Stuttgart, 1912
- Stuttgarter neues Tagblatt. Betrachtungen über das Wesen einer modernen Tageszeitung; Einblick in einen Zeitungs- und Buchdruck-Großbetrieb. Stuttgart: Neues Tagblatt, 1913
- Stuttgarter neues Tagblatt. Betrachtungen über das Wesen einer modernen Tageszeitung; Einblick in einen Zeitungs- und Buchdruck-Großbetrieb; zum 80jährigen Bestehen Ende 1923 neu bearbeitet, Stuttgart: Stuttgarter Neues Tagblatt 1923.